# 三船山合戦
三船山合戦（みふねやまかっせん）は、戦国時代の永禄10年8月23日（1567年9月25日）に上総国君津郡三船台（現在の千葉県君津市上湯江・富津市前久保）において、里見義弘と北条氏政の間で戦われた合戦。

## 概要
第二次国府台合戦において里見氏は北条氏によって大敗を喫した。このため、北条氏は里見義弘の上総北部・西部の里見領を悉く占領し、東部においては里見氏の重臣であった正木時忠・土岐為頼を帰順させた。更に里見義弘の居城である佐貫城を奪うべく、三船山（現在の呼称は三舟山、君津・富津市境）の山麓にある三船台の地に砦を築き、北条家当主の氏政自らが総督した。里見義弘は三船台の砦ができた場合、南に1里しか離れていない佐貫城が危機に晒されると考えて三船台に駐屯する北条軍を攻撃した。
これを知った北条氏政は太田氏資らとともに江戸湾を渡海して佐貫城攻撃に向かい、一方弟の北条氏照は原胤貞とともに別働隊を率いて市原郡方面から小櫃川沿いを遡って、義弘の父・里見義堯の居城である久留里城の攻撃に向かわせた。また、北条綱成率いる水軍を三浦半島から安房へと向かわせた。
これに対して義弘は正木憲時とともに佐貫城を出撃して、三船台に集結した氏政の軍を攻撃した。戦いは激闘となり、里見軍が北条軍を破った。この時、太田氏資は僅かな手勢を率いて殿軍を務め、恒岡越後守ら重臣の多くと共に戦死した。また、北条・里見の両水軍の間でも激しい戦いが行われた。勢いに乗じた里見軍が北条軍を追撃する姿勢を見せたために、水陸から挟撃されることを恐れた北条軍は全軍を相模国に撤退させた。

## 影響
里見義弘はこの勝利により、先に北条方に奔った国人達の切り崩しにも成功し、さらなる房総侵攻に成功している。真里谷領は再び里見氏に属した。北条氏からの助力を期待できなくなった正木時忠は永禄12年3月までには里見氏に帰参しており（正木式膳家譜）、土気・東金両酒井氏も里見氏に従属を申し出た。一旦は北条氏と和睦した常陸佐竹氏も、再び上杉氏と同盟している。この敗戦が北条氏に与えた影響は大きく、永禄11年末には武田氏との同盟も破れて関東経略の転換をせざるをえなくなり、上杉氏と里見氏に同盟を申し入れることになる。里見氏はこの申し入れを断り、上杉氏と北条氏に越相同盟がなると、佐竹氏とともに武田氏と甲房同盟を結んだ。
この勝利による房総での里見氏の優位は、北条氏が上杉氏との同盟を破棄して武田氏と再同盟したのち、北条氏の本格的な再侵攻がはじまる天正3年（1575年）頃までは続くことになる。